# Тасніф
Тасніф (перс. تصنيف — складання, твір) — вокально-інструментальний жанр класичної іранської музики, який використовує регулярний метр. Тасніф вважається іранським еквівалентом балади, в Азербайджані розинуто свій стиль — тесніф. Велика частина тасніфів записана на початку XX століття. Тема багатьох з них — патріотизм, що відображає дух народу. Тасніфи, складені пізніше, в основному присвячені любовним темам, в них використовуються класичні вірші іранських поетів.

## Історія
Вперше теорія тасніфа згадується в працях Абаля-Кадира Марагі в XV столітті, проте до кінця XIX століття мало хто ставився до жанру тасніфа серйозно, вважаючи за краще йому класичний аваз або радіф.
Вокальний спів в період пізніх Каджарів (1875—1925), як правило, поділявся на кілька категорій: релігійнийе, народний, міський, аристократичний та політичний. Крім тасніфа, існували також соруд (перс. سرود — гімн), релігійна пісня та тарані (перс. ترانه — народна пісня).
Словом «тасніф» стали позначати жанр авторської пісні, пов'язаний з класичною музикою — він був популярний в певних поетичних і аристократичних колах. Музична спадщина класичного тасніфа значно розширили композитори Мортаза Нейдавуд і Мохаммад Алі-Амір Джахед.
Композитори періоду пізніх Каджарів поєднують в своїх тасніфах традиційні форми зі значними стилістичними та тематичними змінами. Однією з рис іранської поезії XIX століття було значне спрощення перської мови для звернення до масової аудиторії, а не тільки до аристократії і влади. Такі композитори як Акбар Шейді і Абуль-Касем Ареф використовували новий хід поезії, і це принесло їхній музиці нових слухачів.
У період Конституційної революції в Ірані (1905—1911) тасніф і тарані зіграли важливу роль в процесі політичної боротьби. Багато поетів цього періоду писали як в звичайних поетичних формах, таких як газель, так і у вільному: створювали тексти пісень. Вони публікували тексти тасніфів і сорудів в журналах і на окремих листівках і поширювали їх в надії, що серед читачів будуть музиканти. Тасніф виконувався в революційних суспільствах і на неформальних зборах в концертних залах у великих містах. Поетом і музикантом цього періоду був Ареф Казвіні — за написання багатьох поем про Іран він отримав прізвище національного поета.
У 1970-ті відбулося відродження тасніфа як жанру: величезна кількість музикантів докладали значних зусиль, щоб знайти старих майстрів і взяти у них уроки майстерності. Класичний тасніф залишається важливим жанром класичної іранської музики.

## Структура
Для тесніфів характерні мелодійна стабільність, ритмічна визначеність, закінченість форми, ліричний, іноді рухливий характер.
Класичний тасніф — це пісня, складена в музичному типі гуше (перс. گوشه) дестгяха (перс. دستگاه) на любовні теми. Такий тасніф використовує класичні поетичні метри та форми, наприклад, метри та форми газелі, рубаї або мосаммата, і включає періодичний приспів, що ритмічно відрізняється від вірша. Поетичний текст може мати секційні ділення, що визначаються довжиною складу, римами та метричними схемами.
Тесніфов може здійсняться і на початку дастгяха в якості вступу. Кожен тесніф відноситься до певного розділу дастгяха, і назва тесніфів пов'язано з назвою і музичним характером цього розділу.
Тасніф може виконуватися поза форматом дастгаха. Вибір конкретного тасніфа і стилю виконання залежить від того, на чому спеціалізується музикант — на тасніфі або авазі. Традиційна відмінність виконавців тасніфа і аваза полягає в тому, що виконавець аваза здатний заспівати тахрір (перс. تحریر), а виконавець тасніфа має сильне розвинене почуття ритму і, як правило, грає на томбаку (іранський барабан кубкообразної форми).
Серед співаків ханенде широко поширене також самостійне виконання тесніфів. У цьому випадку на початку або середньому розділі тесніфів використовується невеликий фрагмент мугама, а нерідко в такому тесніфі об'єднуються особливості не тільки будь-якого мугамного розділу, але і всього мугама.
Поетичну основу складають газелі, використовуються також гошма, баяти, герайли і інші форми ліричної поезії.

## Виконавці
- Джаббар Карьягді оглу
- Сеїд Шушинський
- Хан Шушинський
- Абульфат Асад огли Алієв
- Гулу Аскеров
- Алібаба Мамедов